# Anomala pacholatkoi
Anomala pacholatkoi är en skalbaggsart som beskrevs av Carsten Zorn 2011. Anomala pacholatkoi ingår i släktet Anomala och familjen Rutelidae. Inga underarter finns listade i Catalogue of Life.